# Сондхи, Гуру Датт
Гуру Датт Сондхи (англ. Guru Dutt Sondhi; 10 декабря 1890, Дхарамсала, Британская Индия — 20 ноября 1966, Субатху, Химачал-Прадеш) — индийский тренер по хоккею на траве и спортивный функционер. Олимпийский чемпион 1932 года как тренер.

## Биография
Гуру Датт Сондхи родился 10 декабря 1890 года в индийском городе Дхарамсала.
Учился в Пенджабском университете, где был ведущим бегуном на длинные дистанции. Впоследствии окончил Кембриджский университет, работал юристом в Лондоне. В 1939 году стал первым индийцем — директором государственного колледжа в Лахоре.
В 1932 году стал членом Международного олимпийского комитета, в котором оставался до 1966 года. В 1961—1965 годах входил в исполком МОК.
В 1932 году тренировал сборную Индии по хоккею на траве на летних Олимпийских играх в Лос-Анджелесе, завоевавшую золотую медаль.
В 1928—1952 годах был генеральным секретарём Индийской олимпийской ассоциации, в 1927—1938 годах — главой Олимпийской ассоциации Пенджаба, в 1938—1945 годах — президентом Индийской любительской ассоциации лёгкой атлетики. В 1946 году занимал пост вице-президента Международной федерации хоккея на траве.
В 1948 году был одним из основателей Федерации Азиатских игр.
В преддверии летних Азиатских игр 1962 года в Джакарте, находясь на позиции того, что спорт находится вне политики, отстаивал права Израиля и Тайваня участвовать в соревнованиях. Однако в ответ столкнулся с враждебностью и едва не подвергся нападению толпы у посольства Индии.
Умер 20 ноября 1966 года в индийском городе Субатху.